# 秘跡

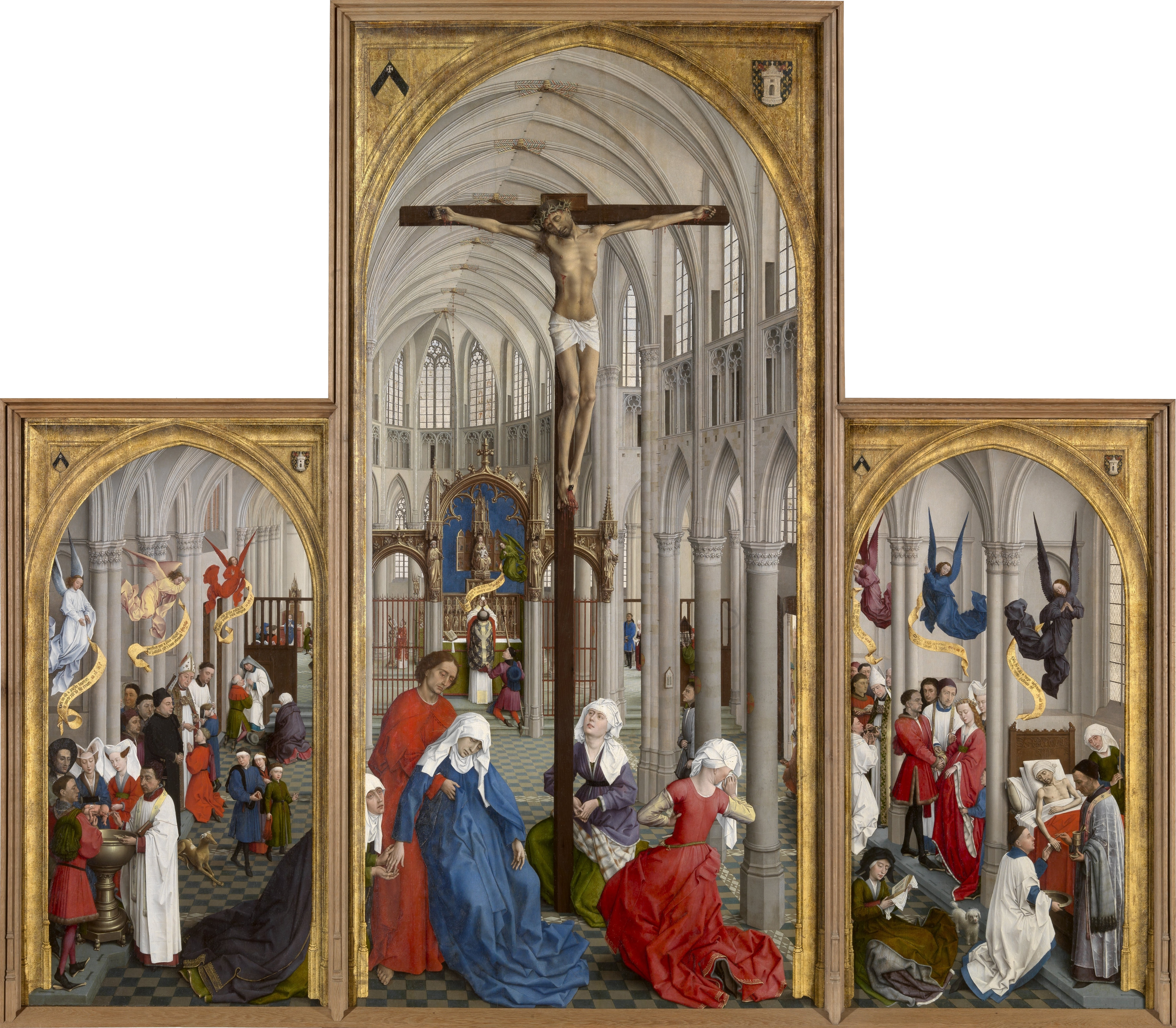
七つの秘跡 ロヒール・ファン・デル・ウェイデン画、1448年

秘跡（ひせき、希: μυστηριον、羅: sacramentum、英: sacrament, サクラメント）は、カトリック教会の用語で、教会で執り行われるキリストの神秘を目に見える形で現在化する特別な儀礼。「イエス・キリストによって制定され、教会にゆだねられた、神の恵みを実際にもたらす感覚的しるし」のこと。かつては「秘蹟」とも書かれていた。
秘跡は、プロテスタントでは「聖礼典・礼典（せいれいてん、れいてん）」、正教会では「機密（きみつ）」、聖公会では「聖奠（せいてん）」などと邦訳し、日本では教派によって訳語もその意味も異なる場合がある。

## 概要
初代教会以来、正統教会においては秘跡が伝統的に守られていたが、古代における非カルケドン派正教会の分立、11世紀の東西教会の分裂や16世紀以降の宗教改革運動などでさまざまな教派が生まれていく中で、秘跡の概念も広がっていった。
カトリック教会において七つの秘跡が確定したのは、12世紀の神学者ペトルス・ロンバルドゥスによる。カトリック教会の場合、秘跡は（種類によって異なるものがあるが）聖職者（司教・司祭）によって執り行われ、目にみえる儀式に目に見えない恵みを伴うものと考えられる。秘跡では聖別された水、油、ぶどう酒などによって神からの見えない恵みが人間に与えられるとされる。
カトリック教会をはじめ、正教会、東方諸教会、聖公会、復古カトリック教会、プロテスタントのルーテル教会や改革派教会などでは、秘跡（サクラメント）は「神の恵みを直接人間に伝えるもの」「恵みの手段」であるとしている。
プロテスタント諸派の一部では「仲介する」という言葉は、目に見えない神の恵みを目に見える形にするというだけのもの、「単なる象徴（シンボル）」という意味で捉えるものもある。

## 語源
秘跡という言葉は、ラテン語のサクラメントゥム（Sacramentum）に由来している。サクラメントゥムというのは「聖別されたもの、行い」あるいは「聖なるもの」「聖別すること」といった意味である。さらにこのラテン語はギリシア語で「秘儀」を意味する「ミュステリオン」（μυστήριον）の翻訳であるため、東方教会ではそのままギリシア語の「ミュステリオン」を用いるものもある。

## カトリック教会の秘跡

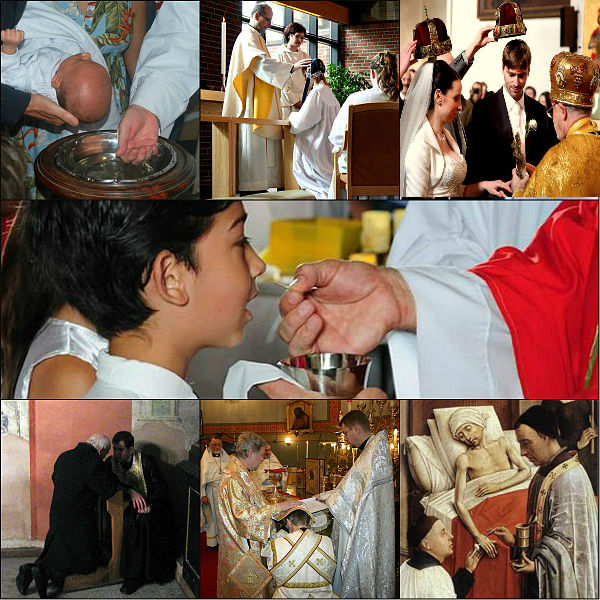
カトリック教会における七つの秘跡。左上から時計回りに：洗礼・堅心・結婚・（中央）聖体・病者の塗油・叙階・ゆるし

カトリック教会が伝統的に認めてきた教会の七つの秘跡（Septem Ecclesiæ Sacramenta）は以下のとおりである。
1. 洗礼
2. 堅信
3. 聖体
4. ゆるし
5. 病者の塗油
6. 叙階
7. 結婚

この七つの秘跡は、キリスト教入信の秘跡（洗礼・堅信・聖体）、いやしの秘跡（ゆるし・病者の塗油）、交わりと使命を育てる秘跡（叙階・結婚）に分類される。信徒は洗礼の秘跡によって新たに生まれ、堅信の秘跡によって強められ、聖体の秘跡によって養われるとされる。いやしの秘跡は、キリストが、この二つの秘跡によってご自分のいやしと救いのわざを教会が続けていく望まれたものとしている。かつては、ゆるしの秘跡は「悔悛（の秘跡）」、病者の塗油は「終油（の秘跡）」と呼ばれていたが、現在は名称が改められ、特に病者の塗油は意味合いも少し修正され、臨終の時だけでなく重い病気や危険な手術を受ける場合にも受けられるとされている。
これらの秘跡を授けるのは、種類によって異なるが基本的には司教または司祭である。詳しく述べると、洗礼の秘跡は助祭も授けることができ、緊急の場合に限り誰でも授けることが可能とされている。聖体の秘跡は、ミサの中で聖変化を行うのは司教・司祭だが、信徒に聖体を与えること（聖体拝領）は、場合によっては助祭や祭壇奉仕者、および司教から任命された臨時の聖体奉仕者でも可能とされている。叙階の秘跡は、司教だけが授けることができる。結婚の秘跡は、司教・司祭または教会の有資格の証人の司式のもとで、結婚する信徒同士が秘跡を授け合うとされる（このため、結婚当事者のどちらかが信徒でない場合は「秘跡」に該当しない）。
プロテスタントの動きを受け、カトリック教会でもトリエント公会議において、秘跡の意味と起源についての再確認が行われたが、七つのすべてが新約聖書に論拠があるものとされ、七つの秘跡の伝統が保持された。

### 準秘跡
カトリック教会においては、七つの秘跡の他に、十字のしるし、マリア像・聖人像、ロザリオ・メダイの聖別（祝別）など、準秘跡（じゅんひせき）と呼ばれるものがある。
また、第2バチカン公会議以降のカトリック神学では、イエス・キリストは「原秘跡」、カトリック教会は「根本秘跡」と呼ばれる。

## 諸派におけるサクラメントの比較
キリスト教ではその教派によって秘跡（サクラメント）の数や意味についての理解・解釈は異なっている。西方教会においては、サクラメントの基本はカトリック教会が伝統的に認めてきた上記の七つであるが、宗教改革以降の諸派では、サクラメントの数や名称、理解などが教派によって異なっている。また東方教会の中では上記以外のものもサクラメントとみなすものもあるが、ほとんどの教派でカトリック教会が伝統的に認めてきた七つの秘跡は、次に説明するように東方の諸教会とも項目の対応関係がある。

### 西方教会

#### プロテスタント
プロテスタント教会の多くは「洗礼」と「聖餐」の二つを礼典として認めていることが多い。これは宗教改革において「キリスト教のすべてを聖書にもとづいて見直す」という動きが起きたときに、洗礼と聖餐のみは新約聖書に記述（マタイ28・19、26・26）があり、「イエス･キリスト自身がゆるしと救いのみ言葉をこれらの「もの」と結び付けてよしとされた」と考えられたからである。他の五つの秘跡は聖書に根拠がないとして廃止されていった。プロテスタントでも結婚式や、聖職者が手を頭の上において権能を授ける按手を行っているが、それらは秘跡とはみなされていない。
プロテスタントの教派による理解の違いは、聖礼典を「恵みの手段」と考えるか「信仰の表明」と考えるかによるとされている。

#### 聖公会
聖公会においては、洗礼と聖餐の２つが、福音に論拠がある聖奠（サクラメント）として認められている。洗礼と聖餐とともに、「聖霊の導きにより」教会のうちに行われてきた聖奠的（サクラメンタル）諸式として、堅信、聖職按手、聖婚、個人懺悔、病人の按手および塗油がある。

### 東方教会

#### 正教会
日本ハリストス正教会では機密の訳語について、「堅信」に「傅膏」、「ゆるしの秘跡」に「痛悔」、「叙階」に「神品」、「結婚」に「婚配」、「病者の塗油」に「聖傅」を用いている。ただし単なる訳語の違いが存在するだけでなく、それぞれカトリック教会とは位置づけが多少異なっている（詳細は機密 (正教会)を参照）。